# Castello dei Conti d’Aquino (Belcastro)
Das Castello dei Conti d’Aquino ist eine normannische Burgruine aus dem 11. Jahrhundert in Belcastro in der italienischen Region Kalabrien.

## Geschichte und Beschreibung
Auf dem Gipfel des Felsvorsprungs, auf dem der Ort liegt, befindet sich die Ruine der mittelalterlichen Burg der Grafen von Aquino mit seinem mächtigen, rechteckigen Donjon mit drei Stockwerken, der zur Verteidigung des Bischofspalastes und des Doms der Stadt diente. Darunter gibt es Reste der Umfassungsmauern mit rechteckigen, zylindrischen und halbrunden Türmchen aus dem 13.–15. Jahrhundert sowie Reste der aragonesischen Anbauten. Die neuen Herren befestigten Ende des 15. Jahrhunderts die Burg zum Schutz der Straße, die die Grafschaften Catanzaro und Crotone verband. Der Turm wurde damals durch den Bau einer Barbakane verstärkt. Bis vor Kurzem gab es dort auch einen Magella-Brunnen aus lokal verfügbarem Stein mit einer sechseckigen Krone mit behauenen Bögen und Wappen, der später im Dom als Taufbecken aufgestellt wurde.
Einigen örtlichen Historikern zufolge soll auf der Burg im Jahre 1226 der Heilige Thomas von Aquin geboren worden sein. Auf den Ruinen seines Geburtsraumes wurde am 18. Oktober 1334 eine Kapelle errichtet. Im Jahre 2005 leitete die Stadt eine Erhaltungsrestaurierung (POR Cal.2000-2006-APQ Beni Culturali) ein.
Von der Spitze der Burg reicht der Blick über den gesamten Golf von Squilace, von Le Castella bis nach Soverato. In der Nähe liegt die alte Via Grecìa, die im Mittelalter das byzantinische Viertel und das Judenghetto enthielt.